# Elsa Styffe
Elsa Gunhild Maria Styffe, född Ohlson, 27 januari 1892 i Karlskrona, död 13 februari 1976 i Rödeby, var en svensk målare.
Hon var från 1923 gift med läroverksadjunkten Karl Arvid Styffe. Hon var först verksam inom textilindustrin och var verkställande direktör för en syateljé 1920–1942. Hon började så smått måla och bedriva självstudier i slutet av 1930-talet och från mitten av 1940-talet var hon verksam som konstnär på heltid. Separat ställde hon ut i Karlskrona 1954 och vistades därefter några månader i Italien för att måla och bedriva självstudier. Hennes konst består av mariner och landskapsmotiv från Blekinge eller Italien utförda i olja eller akvarell. 